# إليزابيث دي رازو
إليزابيث دي رازو (بالإنجليزية: Elizabeth De Razzo)‏ هي ممثلة أمريكية ولدت في يوم 27 ديسمبر 1980 في مدينة لاريدو في تكساس. مثلت في عدة مسلسلات مثل مسلسل كولد كيس وإي آر وولايات تارا المتحدة وساوثلاند وإيستباوند داون. مثلت أيضاً في أفلام مثل ال 33.